# Spoorlijn Moers Meerbeck - Oberhausen Walzwerk
De spoorlijn Moers Meerbeck - Oberhausen Walzwerk is een spoorlijn in de Duitse deelstaat Noordrijn-Westfalen. De lijn is als spoorlijn 2331 onder beheer van DB Netz.

## Geschiedenis
De spoorlijn werd in 1912 en 1913 geopend voor goederenvervoer. Tussen 1929 en 1983 is de spoorlijn ook in gebruik geweest voor personenvervoer tussen Moers en Duisburg-Meiderich Süd. Sindsdien is er alleen maar goederenvervoer op de lijn.

## Aansluitingen
In de volgende plaatsen is of was er een aansluiting op de volgende spoorlijnen:
aansluiting Meerbeck
DB 2330, spoorlijn tussen Rheinhausen en Kleef
Baerl
DB 2333, spoorlijn tussen Hohenbudberg en Baerl
aansluiting Buschmannshof
DB 2305, spoorlijn tussen Buschmannshof en Duisburg-Meiderich Nord
Duisburg-Meiderich Süd
DB 2274, spoorlijn tussen Oberhausen en Duisburg-Ruhrort
DB 2301, spoorlijn tussen Duisburg-Ruhrort Hafen en Duisburg-Meiderich Süd
DB 2300, spoorlijn tussen Duisburg-Ruhrort en Essen
Duisburg-Meiderich Ost
DB 2304, spoorlijn tussen Duisburg-Meiderich Ost en Oberhausen West
Oberhausen West
DB 2281, spoorlijn tussen Oberhausen West en Oberhausen Hbf Obo
DB 2283, spoorlijn tussen Oberhausen Hbf en Oberhausen West
DB 2302, spoorlijn tussen Duisburg-Ruhrort Hafen en Oberhausen West
DB 2304, spoorlijn tussen Duisburg-Meiderich Ost en Oberhausen West
DB 2320, spoorlijn tussen Duisburg-Wedau en Oberhausen-Osterfeld Süd
DB 2327, spoorlijn tussen Duisburg-Ruhrort Hafen en Oberhausen Walzwerk
aansluiting Walzwerk
DB 2280, spoorlijn tussen Oberhausen Walzwerk en Essen West
DB 2320, spoorlijn tussen Duisburg-Wedau en Oberhausen-Osterfeld Süd

## Elektrificatie
In 1970 werd de spoorlijn geëlektrificeerd met een spanning van 15.000 volt 16⅔ Hz.